# Cianuro y miel
«Cianuro y miel» es una canción interpretada por el dúo de pop mexicano Camila, lanzado en noviembre de 2018 como el primer sencillo oficial de su cuarto álbum de estudio Hacia adentro.

## Antecedentes y composición
Mario Domm y Pablo Hurtado hablaron sobre este tema en el Track by Track del álbum diciendo: "Habla de una persona que promete amarla con toda el alma por siempre y hasta cuando dure".

## Video musical
El sencillo cuenta con un video musical que fue filmado en Venezuela y dirigido por Nuno Gómez.